# Контузія

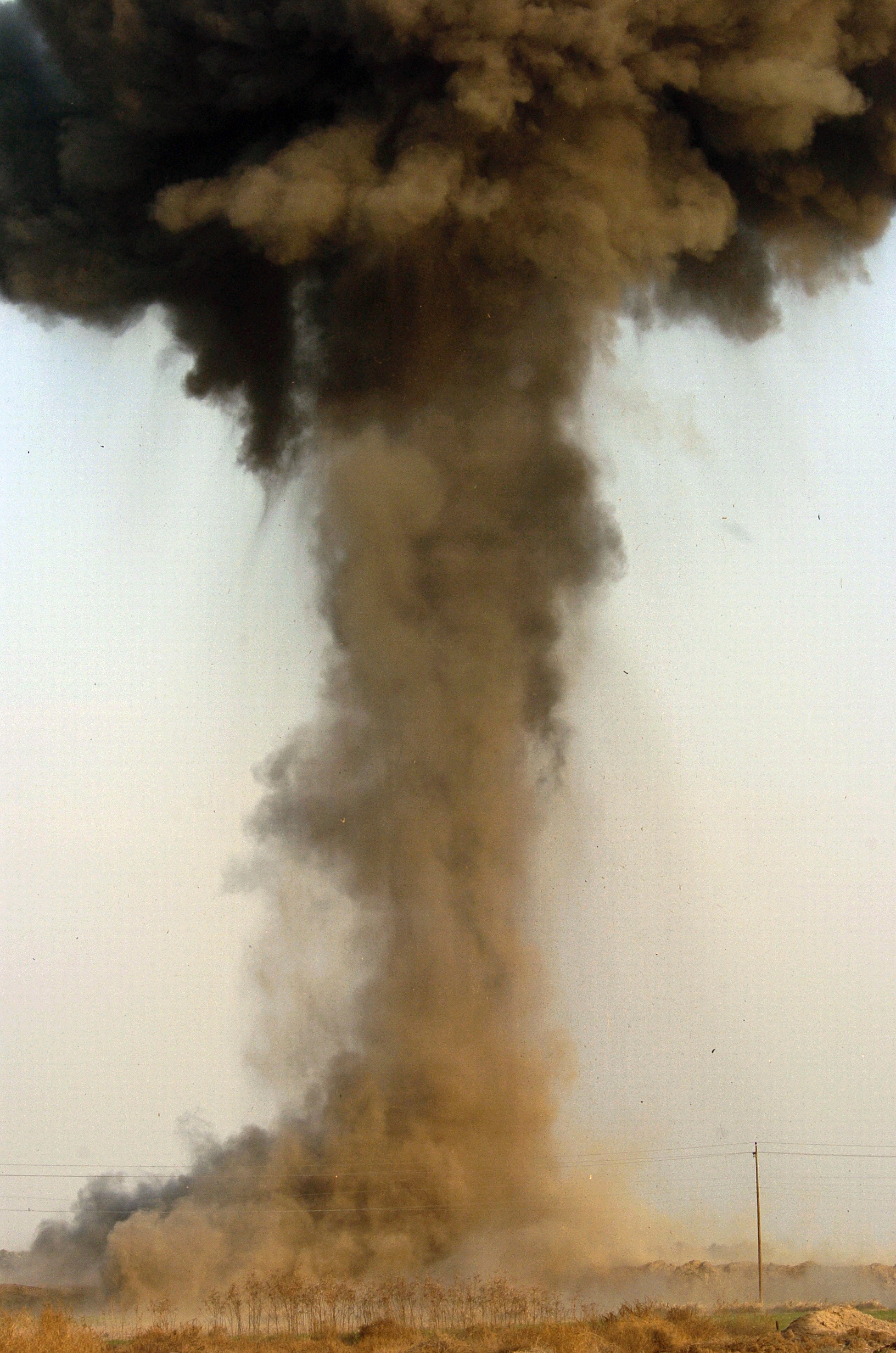
Вибух

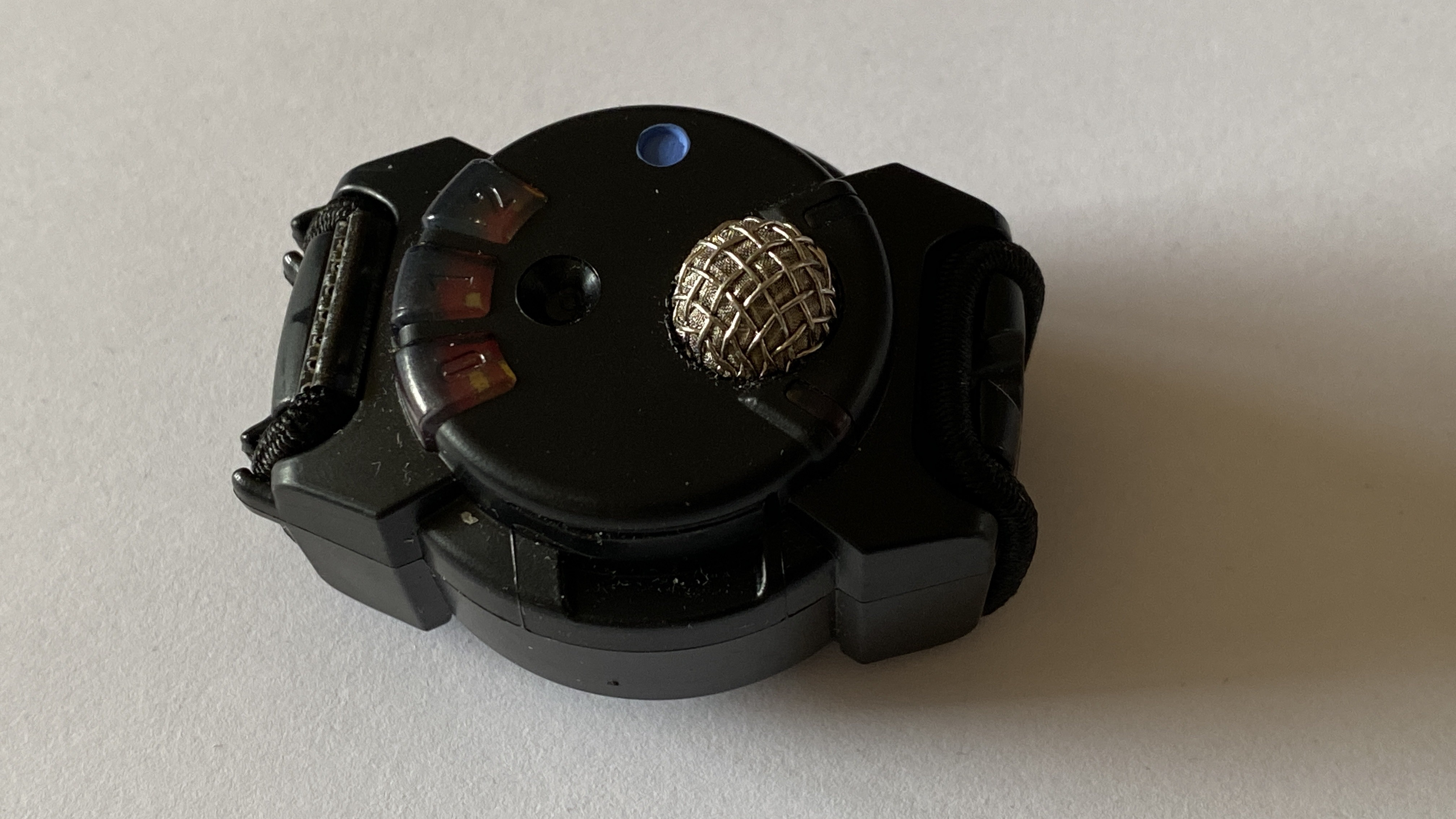
Сенсор Blast Gauge від Blackbox Biometrics (США)

Конту́зія (акубаротравма, або застаріле снарядний шок; від лат. contusio — «забій») — загальне ураження організму внаслідок різкого механічного впливу (повітряної, водяної чи звукової хвилі, удару об землю чи воду тощо), що не обов'язково супроводжується механічними ушкодженнями органів і тканин.[джерело?]
Характерною ознакою контузії є непритомність (подекуди аж до коми). У легких випадках людина непритомніє на кілька хвилин, у тяжких — на кілька днів і навіть місяців.[джерело?]
Найрозповсюдженішою є контузія головного мозку. Наслідки контузії головного мозку є різноманітними — від тимчасової втрати слуху, зору, мовлення з подальшим частковим чи повним їхнім відновленням, до тяжких порушень психічної діяльності.
Після опритомнення відзначається сильний головний біль, нудота й блювання (незалежно від приймання їжі), запаморочення, особливо під час поворотів голови, амнезія, порушення слуху й мовлення. Найбільш різкі порушення слуху, до самої його втрати, можливі при баротравмах. Наслідками тяжкої контузії є швидка втомлюваність, що довго зберігається, погане самопочуття, підвищена дратівливість.

## Контузія головного мозку
Найважче перебігає контузія головного мозку, для якої характерний розвиток як загальних порушень (непритомність, порушення дихання, кровообігу тощо), так і пов'язаних із локалізацією осередку ураження мозкової тканини.
Якщо осередок контузії розташовується в області передньої та задньої центральних звивин лівої півкулі головного мозку виникають розлади, паралічі й порушення чуттєвості відповідно. Під час забою лівої лобної чи скроневої доль можливе порушення мовлення тощо. Контузія головного мозку може супроводжуватись крововиливом і стисненням тканин мозку кров'ю. Наслідками контузії головного мозку в пізньому періоді можуть бути епілептиформні напади.
Симптоми контузії нагадують, в основному, симптоми струсу мозку. При цьому виді ураження часто спостерігаються кровотечі з вух і носа, відзначається глухонімота, розвивається сенсоневральна туговухість чи тінітус, розлади когнітивних функцій. Зазвичай цей розлад минає, але термін відновлення може бути різним.
Під час повітряної контузії, також як і під час струсу головного мозку, часто виникають гострі чи затяжні психічні розлади, запаморочення, головний біль, дратівливість, нестриманість. Іноді на тривалий час залишаються вегетативні розлади: підвищена пітливість, серцебиття, сонливість, синюшність кистей рук, припливи до голови тощо.
Кумулятивний ефект від впливу ударної хвилі в довгостроковій перспективі призводить до нейродегенерації, пошкодження головного мозку, горла, гортані, трахеї та очей, тому необхідно реєструвати усі, навіть незначні випадки впливу ефектів вибухів для усіх категорій військовослужбовців. Статистика свідчить, що в середньому під час тренувань і навчань стрілок-піхотинець піддається впливу вибухових ефектів до 5 разів на день, а артилеристи і обслуга мінометів - від 30 до 300 разів на день.
Для постійного моніторингу та обліку зазначених ефектів компанія Blackbox Biometrics (США) пропонує спеціальні індивідуальні сенсори Blast Gauge, що забезпечують не тільки визначення моментів впливу, але і параметрів вибуху та вимір величини його діючих чинників (надмірний тиск, градієнт тиску, час дії перенавантаження і т. д.). Усі ці параметри записуються для подальшого централізованого обліку.

## Контузія очей
Контузії очного яблука прийнято розділяти на прямі (удар по очному яблуку великим предметом, наприклад, кулаком, м'ячем чи тріскою від дров) й непрямі (наприклад, струс тулубу при падінні).
Залежно від сили й напрямку прямого удару, а також маси та швидкості травмованого об'єкта розвиваються зміни від незначного крововиливу до товщі вій до найтяжчих ушкоджень до самого розриву та навіть руйнування очного яблука.
Сильний прямий удар в область ока призводить до короткочасного зсуву всіх структур назад. Проте оскільки очне яблуко — замкнута структура, наповнена рідиною, що не стискається, такий зсув неминуче спричиняє настільки ж різке розтягнення фіброзної капсули ока в ширину.
Навіть незначні механічні впливи на око повітряними ударними хвилями мають кумулятивний ефект, який з часом призводить до пошкодження сітківки та оптичного нерва.

## Лікування
Постраждалі потребують повного спокою, негайної медичної допомоги й термінового ушпиталення. Надалі за стійких порушень руху (парези, паралічі) проводиться лікувальна фізкультура, при порушеннях мовлення — логопедичні заняття та інші спеціальні лікувальні заходи. 
У гострому періоді після травм і контузій головного мозку постраждалим слід накладати холод на голову, повний спокій. Хворого необхідно покласти на бік (при блюванні блювотиння може потрапити до дихальних шляхів). При відкритій травмі черепа передусім слід зупинити кровотечу як внутрішньої, так і зовнішньої.
Після травм і контузій хворому небажано працювати у галасливих і тісних приміщеннях, йому протипоказана спека. Гарний ефект виявляє курс хвойних ванн чи ванн із застосуванням кореню валеріани, кореню півонії, трави меліси, хмелю.
Досліди на мишах засвідчили, що перспективним засобом для того, щоб запобігати негативним наслідкам травми, може бути герицій їжаковий.

### Відео
- Як контузія руйнує життя військових після АТО на YouTube (4,36', 2017 р)

| захворювання | Це незавершена стаття про хворобу, синдром або розлад. Ви можете допомогти проєкту, виправивши або дописавши її. |